# Jacqueshuberia
Jacqueshuberia là một chi thực vật có hoa trong họ Đậu.